# Catocala insolabilis
Catocala insolabilis là một loài bướm đêm thuộc họ Erebidae. Nó được tìm thấy ở Ontario qua Maine và Connecticut phía nam đến Florida, phía tây qua Arkansas tới Texas và Oklahoma và phía bắc đến South Dakota.
Sải cánh dài 65–75 mm. Con trưởng thành bay từ tháng 6 đến tháng 8 tùy theo địa điểm. Có một lứa một năm.
Ấu trùng ăn các loài Carya.

## Hình ảnh

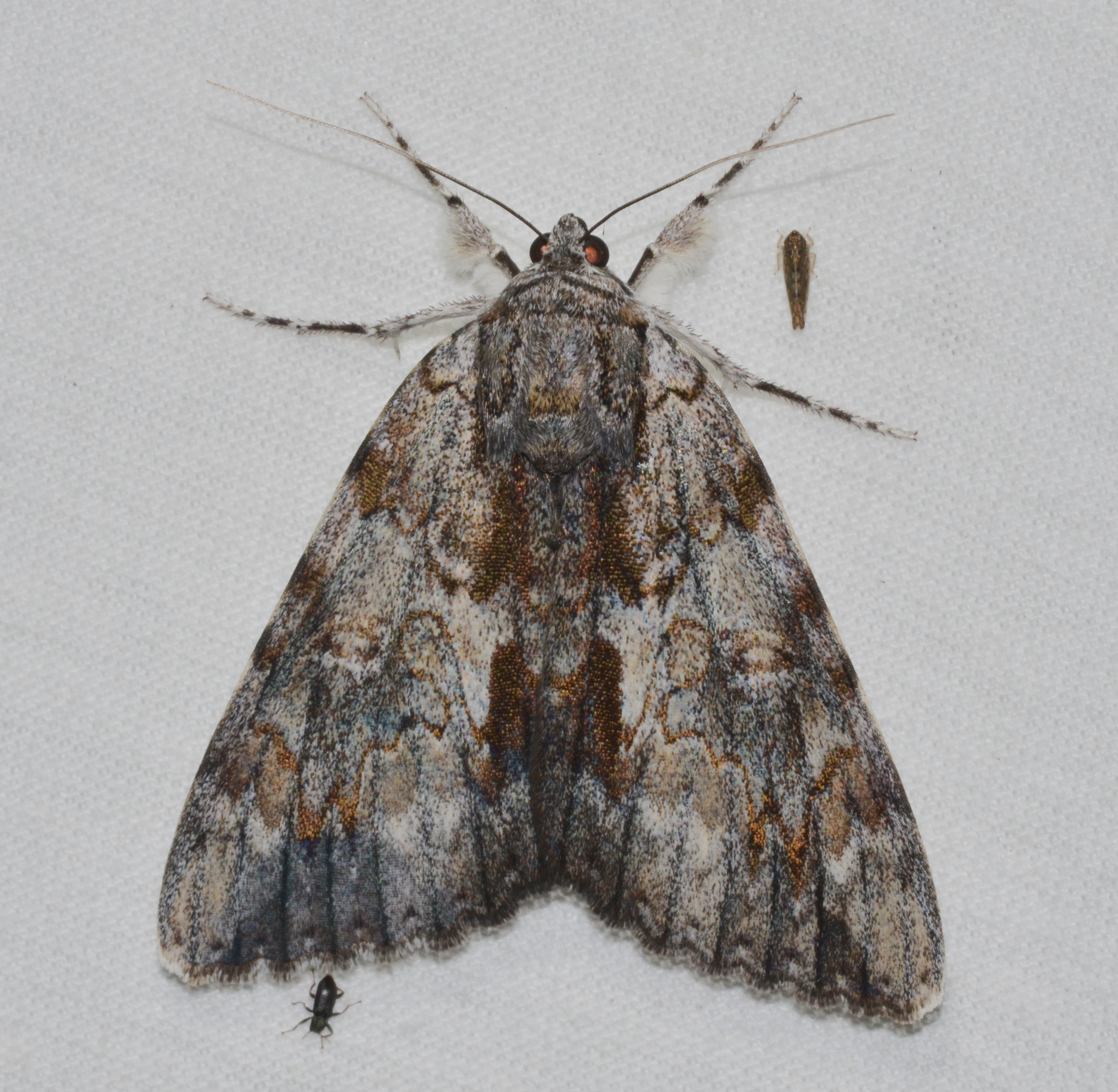
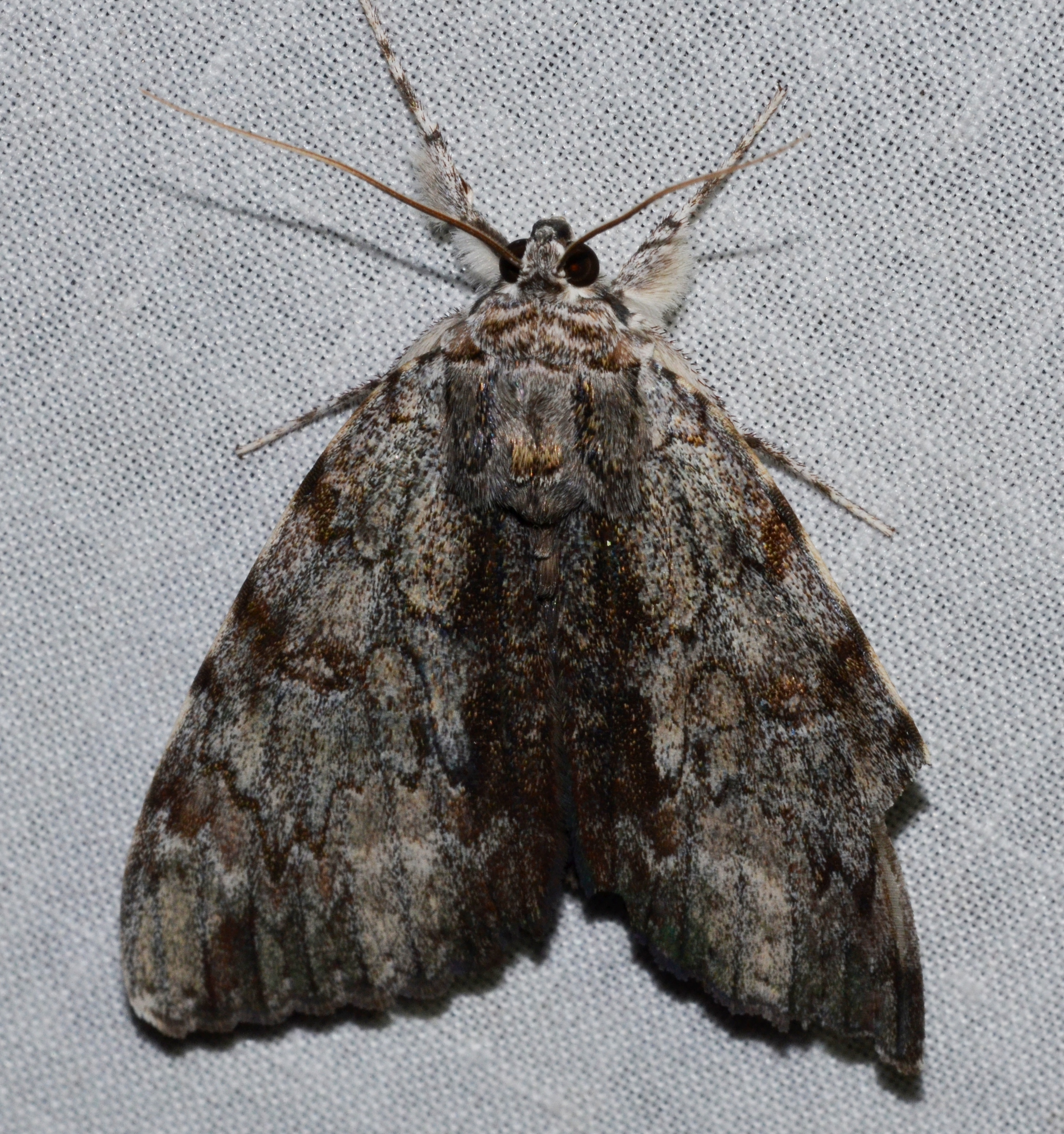
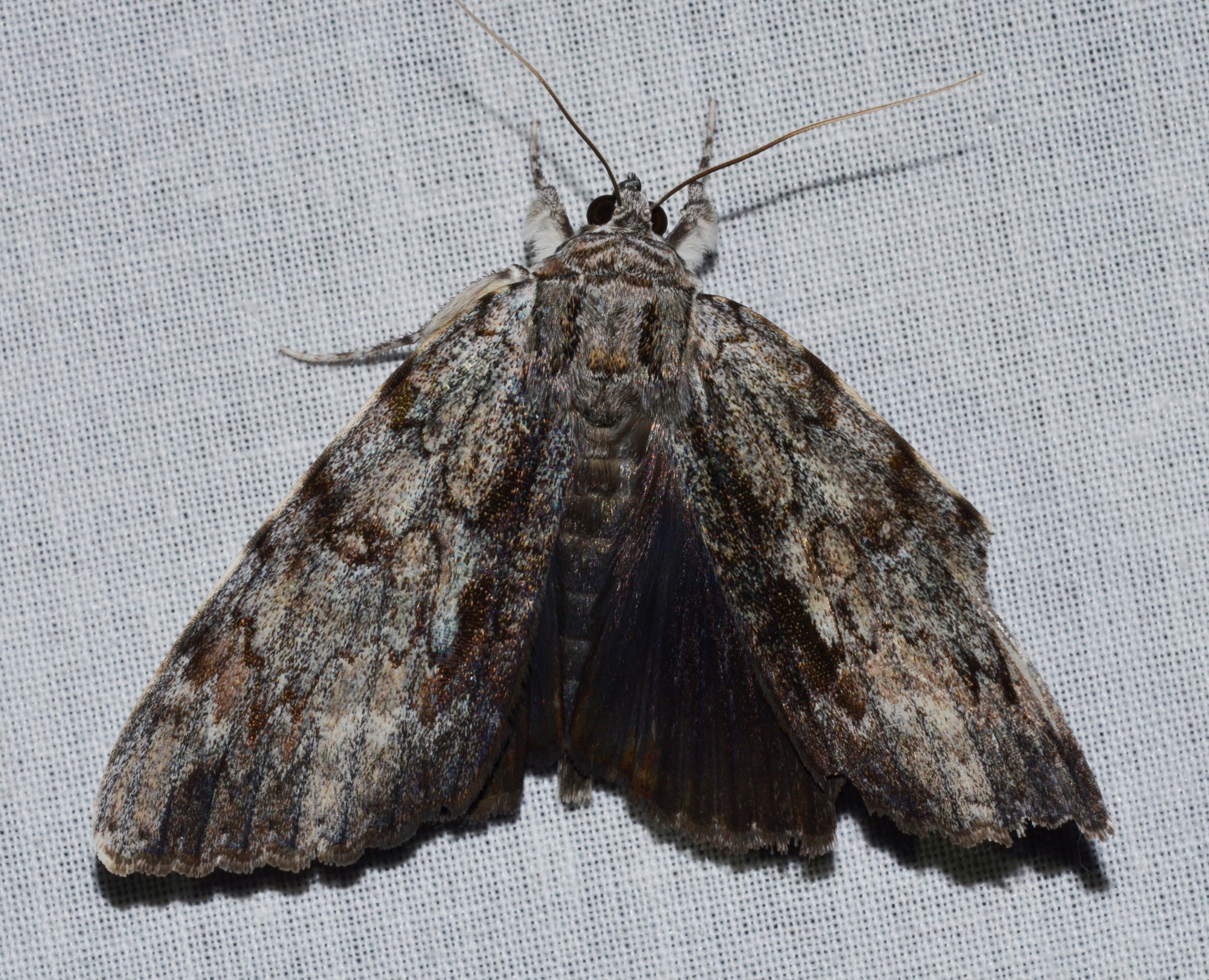